# Jarbas Batista
Jarbas Batista (Campos dos Goytacazes, 9 de maio de 1913 — Local e data da morte desconhecidos) foi um futebolista brasileiro que atuou como ponta-esquerda.

## Biografia e carreira
Natural da cidade de Campos dos Goytacazes, no estado do Rio de Janeiro, foi revelado pelo Carioca, clube de uma fábrica de tecidos situada no bairro da Gávea. Suas atuações pelo clube operário o levaram à Seleção Brasileira do técnico Luiz Vinhaes, que excursionou pelo Uruguai e conquistou a Copa Rio Branco de 1932, derrotando os uruguaios campeões do mundo em pleno Estádio Centenário de Montevidéu.
No ano seguinte, chegou ao Flamengo, estreando em março numa partida contra o São Cristóvão. Defenderia o clube como jogador por 13 anos, tornando-se um verdadeiro patrimônio rubro-negro. Ponta-esquerda muito veloz e habilidoso, ganhou o apelido de "Flecha Negra". Destacava-se pela regularidade de atuação no quadro rubro-negro, e na sua posição, era um dos mais perfeitos da época.
Sexto maior artilheiro da história do Flamengo, marcou 154 gols em 380 jogos. Foi campeão carioca em 1939 formando a linha de ataque titular com Sá, Valido, Leônidas da Silva e Alfredo González. Participou também do elenco tricampeão carioca em 1942, 1943 e 1944.
Jarbas também dirigiu interinamente o time do Flamengo por apenas uma partida (vitória de 1 a 0 sobre o Madureira em 14 de novembro de 1948), enquanto o clube aguardava a chegada de Kanela. Posteriormente tornou-se auxiliar técnico do novo treinador. 

## Títulos
Flamengo
- Torneio Extra do Rio de Janeiro: 1934
- Torneio Aberto do Rio de Janeiro: 1936
- Taça João Vianna Seilir: 1936
- Taça da Paz: 1937
- Campeonato Carioca: 1939, 1942, 1943, 1944
- Torneio Rio-São Paulo: 1940 (Não-Oficial)
- Taça Fernando Loretti: 1945, 1946
- Taça Fernando Loreti Junior: 1945, 1946
- Torneio Inicio: 1946